# ラ・ウニオン (アンティオキア県)
座標: 北緯5度58分25秒 西経75度21分41秒 / 北緯5.97361度 西経75.36139度
ラ・ウニオン（スペイン語: La Unión）はコロンビアのアンティオキア県にある都市・基礎自治体。
2016年11月28日、ラミア航空2933便が墜落し搭乗していた77人のうち71人が死亡した（ラミア航空2933便墜落事故）。